# Grundschulverband
Der Grundschulverband e. V. mit Sitz in Frankfurt am Main ist ein deutscher Fachverband für Grundschulpädagogik mit etwa 7.000 Mitgliedern. Gegründet wurde er 1969 von Erwin Schwartz als Arbeitskreis Grundschule e. V. Vorsitzender des Verbandes, in Nachfolge von Maresi Lassek, war von 2020 bis 2024 Edgar Bohn. Die aktuelle Vorsitzende ist Marion Gutzmann.

## Anliegen und Aktivitäten
Der Verband setzt sich nach eigener Darstellung bundesweit sowie in 16 Landesgruppen für die Weiterentwicklung der Grundschule ein und will dabei bildungspolitisch Position beziehen. Zentrales Anliegen soll die Verbesserung der Stellung der Grundschule als grundlegende Bildungseinrichtung und die Einforderung der damit verbundenen notwendigen Investitionen für ihren Ausbau zur zeitgemäßen und kindgerechten Schule von den politisch Verantwortlichen sein.
Seine Position zu Themen wie „Grundschule – Lernort und Arbeitsplatz“, „Zusammenarbeit von Familie, Kindertageseinrichtung und Grundschule“, „Inklusive Bildung“, „Medienbildung“, „Mehrsprachigkeit – Sprachenlernen in der Grundschule“, „Ganztagsschule“ wurden mit Begründungen veröffentlicht. Schulpädagogisch soll die Reform der Schulpraxis und der Lehrerbildung in Zusammenarbeit von Wissenschaft und Praxis vorangetrieben und neue Erkenntnisse über die Bildungsmöglichkeiten und Ansprüche von Kindern gemeinsam gefördert und verbreitet werden. Zu diesem Zweck wurden mehrere Fachreferate eingerichtet.
Im Bündnis mit anderen Verbänden wie der Gewerkschaft Erziehung und Wissenschaft und der Aktion Humane Schule setzt sich der Grundschulverband für ein längeres gemeinsames Lernen aller Kinder ein.
Ein wichtiges Projekt des Verbandes ist seit 1979 das „Eine Welt in der Schule“, das Materialien für die Arbeit in den (Grund-)Schulen entwickelt.
Seit 2007 vergibt der Grundschulverband in Erinnerung an seinen Gründer den „Erwin-Schwartz-Grundschulpreis“.
Den 100-jährigen Geburtstag der Grundschule hat der Verband im Rahmen des alle zehn Jahre stattfindenden BundesGrundschulKongress im September 2019 in der Frankfurter Paulskirche gefeiert. Auf diesem Festakt hat der Bundespräsident in einer Grundsatzrede die Bedeutung der Grundschule für die Demokratie gewürdigt. Zu seinem 50-jährigen Bestehen und zur Geschichte der Grundschule seit 1969 wurde vom Verband ein umfangreicher Dokumentationsband herausgegeben.

## Öffentlichkeitsarbeit
Der Verband gibt die Bücherreihe „Beiträge zur Reform der Grundschule“, die Zeitschrift „Grundschule aktuell“, Informationsbroschüren unter dem Titel „GrundschulEltern“ sowie einen „Faktencheck Grundschule“ heraus. Der Verband veranstaltet außerdem Fachtagungen und erstellt Expertisen zu Themen wie „Sind Noten nötig und nützlich“, „Inklusive Bildung in der Primarstufe“, „Wie wirkt jahrgangsübergreifendes Lernen?“ und „Finanzierung und Ausstattung der deutschen Grundschulen“. Zudem wurde das Konzept „Grundschrift“ entwickelt.

## Preisträger des Erwin-Schwartz-Grundschulpreises
- 2007 Heide Bambach
- 2009 Richard Meier
- 2014 Jörg Ramseger
- 2016 Annemarie von der Groeben
- 2018 Hans Brügelmann
- 2019 Horst Bartnitzky

## Publikationen (Auswahl)
- Karlheinz Burk u. a. (Hrsg.): Kinder beteiligen – Demokratie lernen? Beiträge zur Reform der Grundschule Bd. 116, Grundschulverband Frankfurt am Main, 2003
- Horst Bartnitzky u. a. (Hrsg.): Pädagogische Leistungskultur: Materialien für Klasse 1/2 und Klasse 3/4. Beiträge zur Reform der Grundschule, Bd. 119 & 121 & 124, Grundschulverband Frankfurt am Main, 2005, 2006, 2007
- Horst Bartnitzky u. a. (Hrsg.): Kursbuch Grundschule. Beiträge zur Reform der Grundschule, Bd. 127/128, Grundschulverband: Frankfurt am Main, 2009
- Horst Bartnitzky, Ulrich Hecker (Hrsg.): Allen Kindern gerecht werden. Aufgabe und Wege. Bd. 129, Grundschulverband Frankfurt am Main, 2010
- Friederike Heinzel (Hrsg.): Kinder in Gesellschaft. Was wissen wir über aktuelle Kindheiten. Beiträge zur Reform der Grundschule, Bd. 130, Grundschulverband Frankfurt am Main, 2010
- Heike de Boer, Susanne Peters (Hrsg.): Grundschule entwickeln – Gestaltungsspielräume nutzen. Beiträge zur Reform der Grundschule Bd. 131, Grundschulverband Frankfurt an Main, 2011
- Erika Brinkmann (Hrsg.): Rechtschreiben in der Diskussion – Schriftspracherwerb und Rechtschreibunterricht. Beiträge zur Reform der Grundschule, Bd. 140, Grundschulverband Frankfurt am Main, 2015
- Markus Peschel, Thomas Irion (Hrsg.): Grundschule und neue Medien 2.0. Beiträge zur Reform der Grundschule, Bd. 141. Grundschulverband Frankfurt am Main, 2016
- Horst Bartnitzky: Auf dem Weg zur kindergerechten Grundschule – 50 Jahre Grundschulreform, 50 Jahre Grundschulverband. Grundschulverband Frankfurt am Main, 2019